# IC 1756
IC 1756 је спирална галаксија у сазвјежђу Кит која се налази на листи објеката дубоког неба у Индекс каталогу.
Деклинација објекта је - 0° 28' 6" а ректасцензија 1h 57m 5,2s. Привидна величина (магнитуда) објекта IC 1756 износи 14,7 а фотографска магнитуда 15,4. IC 1756 је још познат и под ознакама UGC 1429, MCG 0-6-5, CGCG 387-8, IRAS 01545-0042, PGC 7328.